# Tatort: Die Wahrheit
Die Wahrheit ist ein Fernsehfilm aus der Krimireihe Tatort. Der vom Bayerischen Rundfunk produzierte Beitrag ist die 997. Tatort-Episode und wurde am 23. Oktober 2016 im Ersten erstgesendet. Das Münchner Ermittlerduo Batic und Leitmayr ermittelt seinen 73. Fall, der im Tatort: Der Tod ist unser ganzes Leben wieder aufgegriffen wird.

## Handlung
Benjamin Schröder findet beim Einkaufsbummel mit seiner japanischen Ehefrau Ayumi und dem sechsjährigen Sohn Taro einen Mann vor einer Bankfiliale auf dem Boden liegend vor. Er will dem vermeintlich Betrunkenen helfen – der sticht aber mehrmals mit einem Messer zu. Der Täter kann trotz zahlreicher Augenzeugen entkommen, kurze Zeit später stirbt Ben im Krankenhaus. Batic und Leitmayr ermitteln anhand der Vielzahl von Beobachtungen der Zeugen, die sich teilweise widersprechen. Immer wieder werden Verdächtige festgenommen und befragt, aber die Indizien reichen nie. Die Ermittlungen ziehen sich sechs Monate hin, ohne dass die beiden Kommissare Dezernatsleiter Maurer einen Täter präsentieren können. Maurer wirft Leitmayr Versagen vor, weil die Presse die Polizei scharf kritisiert.
Batic, der unter Schlaflosigkeit und Panikanfällen leidet, freundet sich mit Taro und Ayumi an. Als einer der Verdächtigten mit derselben Tatwaffe erstochen wird wie Schröder, wird Fallanalytikerin Lerch hinzugezogen, die einen narzisstischen Psychopathen vermutet. Zufällig liest sie eine Zeitungsnachricht, in der Ayumi den Mörder ihres Mannes als Feigling bezeichnet, was der sicher nicht ohne Reaktion hinnehmen werde. Sie alarmiert Batic und Leitmayr, die umgehend die Familie aufsuchen und gerade noch rechtzeitig kommen, um einen weiteren Mord zu verhindern. Doch hatte der Täter Ayumi Schnittwunden zugefügt. Als die beiden Kommissare das Haus betreten, flieht er. 
Taro erkennt den Täter auf einem Pressefoto wieder. Es handelt sich um Bernd Heimann, einen der Zeugen, die ein halbes Jahr zuvor befragt worden sind. Als Heimann festgenommen werden soll, entzieht er sich seiner Verhaftung durch einen Fenstersprung in den Tod. Tatsächlich war er zwar der Mörder des erstochenen Verdächtigen sowie der Angreifer von Ayumi, aber nur Augenzeuge des ersten Anschlags: Im Rückblick wird gezeigt, dass er die Tatwaffe an sich gebracht hatte, die der Mörder von Ben Schröder weggeworfen hatte. Als sein Motiv vermuten die Polizisten Geltungsbedürfnis. Wer der erste Täter war, dessen DNA-Spur Heimann für den Mord an Schröder entlastet, bleibt unbekannt.

## Hintergrund
Der Film wurde vom 3. Mai 2016 bis zum 3. Juni 2016 in München gedreht. Als Tatort diente der Bereich um die Sparkassenfiliale am Leonrodplatz. In der Folge Der Tod ist unser ganzes Leben (1021) aus dem Jahr 2017 findet der Fall eine Fortsetzung.
Die Wahrheit ist die letzte Tatort-Folge mit Lisa Wagner in der Rolle der Fallanalytikerin Christine Lerch. Lerchs Ausscheiden aus dem Team wird damit begründet, dass sie vorübergehend in die USA geht, um dort beim FBI zu arbeiten.

## Rezeption

### Kritiken
„Bei aller spielerischen Eleganz gibt es in den Krimis von Yesilkaya und Marka dann aber immer wieder richtig böses Angstkino. So wenden sie den neuen Münchner 'Tatort' auf einmal in einen Serienkiller-Schocker und von da noch einmal zum Slasher-Movie. Eine stilistische Achterbahnfahrt, die vor allem die schon in der letzten Folge arg in Mitleidenschaft gezogenen Ermittler blass und ausgelaugt zurücklässt. Irgendwann schaufelt Leitmayr in einer Karaoke-Bar Erdnüsse in sich hinein und schaukelt dabei den Kopf, als leide er an Hospitalismus, während über die Gesangsanlage eine schaurige Version von Metallicas 'Nothing Else Matters' jault. Ein scheußlicher, ein schöner 'Tatort'.“

„Kein flaches Gerede, schöne Bilder, ein klar strukturierter und komponierter Tatort, in dem die Handlungsfäden sauber miteinander vernäht werden.“

Der Film-Dienst urteilte: „Fesselnder (Fernsehserien-)Krimi […]. Fernab jeder gängigen Dramaturgie verdichtet er sich zu einer intensiven Reflexion über die Relativität von Wahrheit.“

### Einschaltquoten
Die Erstausstrahlung von Die Wahrheit am 23. Oktober 2016 wurde in Deutschland von 9,52 Millionen Zuschauern gesehen und erreichte einen Marktanteil von 26,0 % für Das Erste. Bei einer Wiederholung am 16. Juli 2023  im Ersten konnte der Film 5,0 Millionen Zuschauer erreichen, das entsprach einem Marktanteil von 21,3 %.

### Auszeichnungen
Studio Hamburg Nachwuchspreis 2017
- Nominierung für den Hamburger Krimipreis zu Ehren Jürgen Rolands für Sebastian Marka

Grimme-Preis 2017
- Nominierung für den Grimme-Preis in der Kategorie Fiktion für Sebastian Marka und Erol Yesilkaya